# Maytenus abbottii
Maytenus abbottii é uma espécie de planta de flores pertencente à família  Celastraceae. É endêmica da África do Sul. É considerada em perigo de extinção por destruição de habitat.
É uma pequena árvore gregária que cresce em lugares úmidos como zonas inundáveis nas terras baixas costeiras de selvas. Há uma pequena população na fronteira de KwaZulu-Natal e Cabo Oriental.

## Fonte
- Hilton-Taylor, C. et al. 1998.  Maytenus abbottii.   2006 IUCN Red List of Threatened Species.   baixada em 22-08-07.
- Pondoland Centre Endemics and their Distribution Patterns